# 孫玉珠
孫玉珠（？—），畢業於美國匹兹堡大学結晶學系，致力於膜蛋白相關研究。榮獲2024年台灣傑出女科學家獎「傑出獎」。

## 生平
孫玉珠於高雄長大，畢業於鳳山高中，於1982年畢業於中原大學化學系。大學畢業後赴美進修，1986年取得美國奧本大學化學系碩士、1995年取得美國匹兹堡大学結晶學系博士。畢業後，孫玉珠分別於中央研究院分子生物研究所擔任博士後研究員（1995年—2000年），2000年2月至7月在台北醫學大學細胞及分子生物研究所擔任助理教授，2000年後則至國立清華大學任教，現職國立清華大學生命科學暨醫學院生物資訊與結構生物研究所教授，專業領域為膜蛋白、晶體學、蛋白質化學、結構生物、生物物理至今已任教20餘年。

## 學術
孫玉珠長期致力於膜蛋白相關研究，其解析焦磷酸水解酶分子結構（為一多重穿模模蛋白分子結構）研究成果發表於國際期刊《Nature》。並進一步提出焦磷酸水解酶分子結構與腦部鈣化間作用機轉，有助於人類神經退化病變相關病症（阿茲海默症、動作退化）醫藥方面研發。焦磷酸水解酶代謝出副產物生成能量亦可進行氫離子傳輸，助於環境、農業及綠能相關發展。
| 年份 | 項目                                       |
| ---- | ------------------------------------------ |
| 2024 | 台灣傑出女科學家獎「傑出獎」               |
| 2019 | 國立清華大學生命科學院傑出學術論文獎       |
| 2019 | 國立清華大學教師學術卓越獎勵               |
| 2013 | 財團法人徐有庠先生紀念基金會有庠科技論文獎 |
| 2013 | 國科會傑出研究獎                           |
| 2013 | 國立清華大學傑出學術研究出版獎勵           |
| 2013 | 國立清華大學生命科學院傑出學術論文獎       |
| 2012 | 中山學術文化基金會學術著作獎               |
| 2010 | 國立清華大學教師學術卓越獎勵               |

## 个人
孫玉珠與其丈夫蕭傳鐙結識於中原大學化學系（現為中研院分子生物研究所研究員、中央研究院儀器中心主任），育有一女。